# Beccariola sikkimensis
Beccariola sikkimensis is een keversoort uit de familie van de zwamkevers (Endomychidae). De wetenschappelijke naam van de soort werd in 2002 gepubliceerd door Wioletta Tomaszewska.